# بط صيني
البط الصيني أو البَطُّ اليُوسُفِيُّ (بالإنجليزية: mandarin duck)‏، حيث mandarin هي نسبة إلى الصين (الاسم العلمي: Aix galericulata) هو بط أصله من جنوب شرق آسيا وهو من عائلة ومن رتبة ال أوزيات يمكن أن نراه في الحالة البرية في أوروبا. متوسط الحجم، يشابه بشكل كبير بط الخشب في أمريكا الشمالية. يبلغ طولها الوسطي حوالي 41 - 49 سم وفتحة جناحيها 65 - 75 سم.

## صفات عامة
يتغذ على السمك وله رأس صغير نسبي

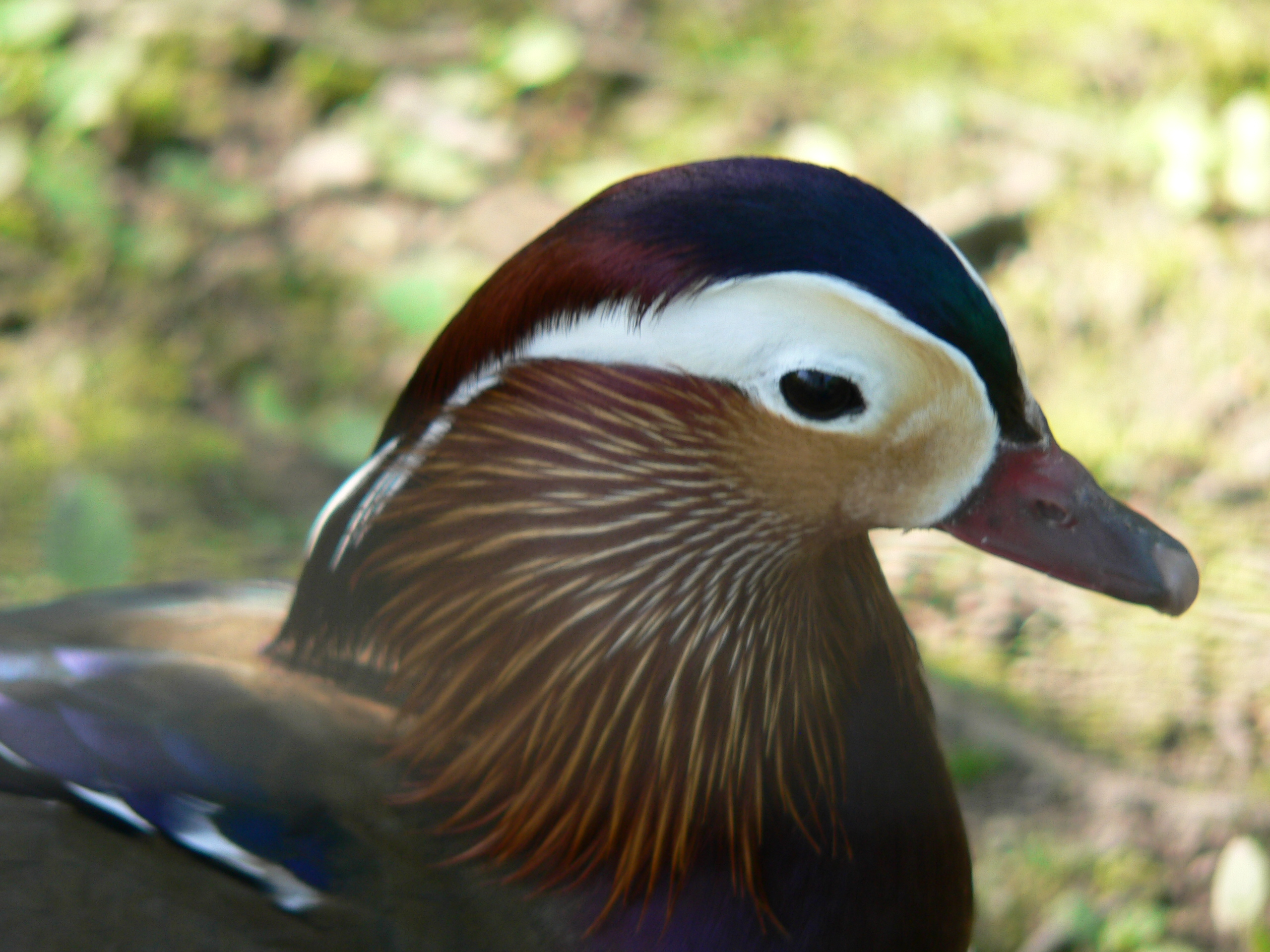
صورة قريبة للبط

سمي بهذا الاسم لما تتمتع بعض ذكور هذا الطائر من ألوان ريش زاهية تشبه فاكهة المندرين. صدر هذا الطائر أحمر داكن اللون مع خطوط عمودية سوداء وبيضاء البطن والجزء السفلي أبيض اللون مع جوانب ذهبية وسوداء اللون، الظهر والذيل لونهما أخضر زيتي مائل نحو البني، بينما توجد ريشات تغطي الذيل من أعلى باللون الأزرق والأخضر.
والذي يميز ذكر المندرين هو الشريط الأبيض حول العين الذي يمتد إلى مؤخرة الرأس وأيضا الشراع بالجوانب أما أنثى المندرين فتكون ألوانها أقل، ويتفاوت لونها من الرمادي والأبيض إلى اللون البني والبني المخضر أما التاج وجوانب الرأس فتكون رمادية اللون وأيضا هناك حلقة بيضاء حول العين، لكن لا تتميز الأنثى بوجود الشراع بجانب الأجنحة.

## نوع مهدد بالانقراض
البط البري البط المندرين

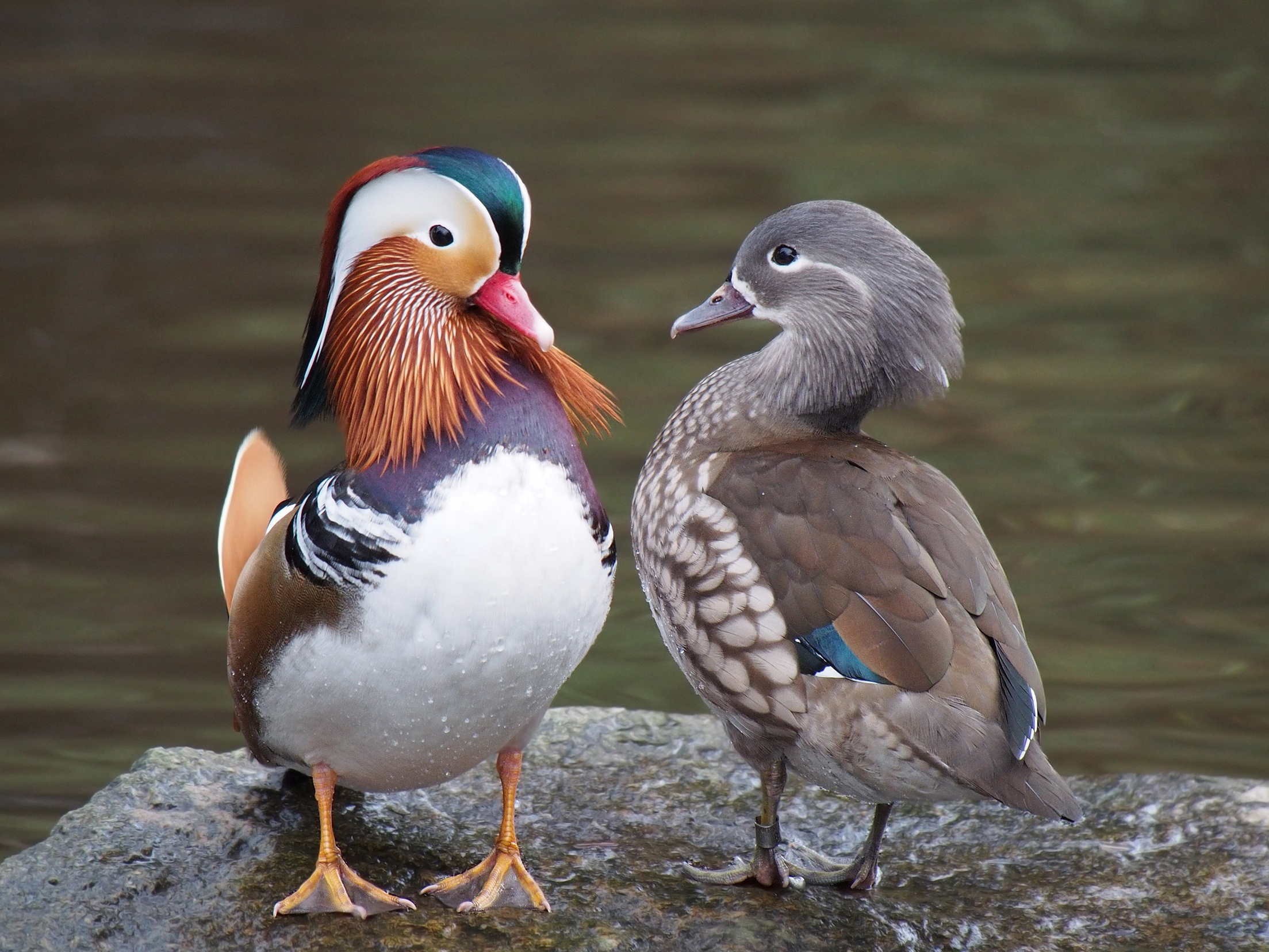
صورة لزوجين من بط الماندرين ، من محمية مارتن مير بلانكشر بأنجلترا

هذا النوع مهدد بالانقراض بسبب تخريب موطنه الطبيعي لذلك فقد قامت اليابان سنة 1980 بجلب 3000 زوج من هذا النوع من هولندا من أجل تعمير موطنه الطبيعي.
أصل هذا الطائر يعود لليابان، ولكن بالإمكان أن يعيش في أي مكان إذ توفرت له البيئة المناسبة. يعتبر هذا الطائر نصف مهاجر ونصف مستوطن فهو ينتشر في جنوب روسيا وشمال الصين، اليابان، جنوب إنجلترا وسيبيريا. عرف الغرب بط المندرين عندما جلبه المستكشفون بغرض التكاثر لبلادهم كما يمكن العثور على هذا الطائر في أي حديقة حيوان حول العالم. فترة الهجرة تكون بين الصين واليابان، مانشوريا، شمال كوريا حتى قلب وجنوب جزر بحر اليابان. المناطق المفضلة لديه هي بالقرب من الجداول والمستنقعات والغابات.

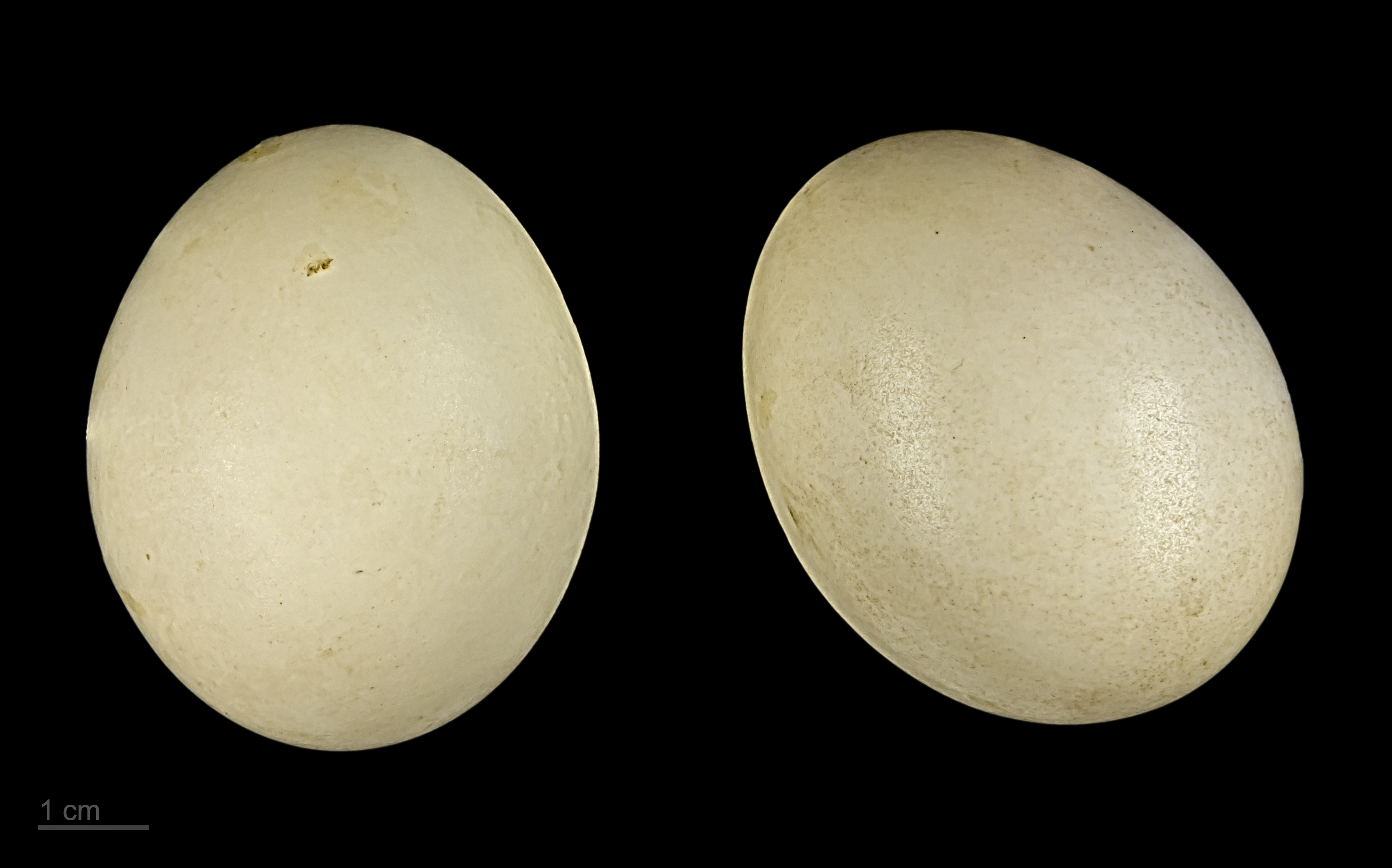
Aix galericulata

## الغذاء
الاسماك والحبوب
يتغذى هذا الطائر على الأعشاب والحبوب المتوافرة في مكان عيشه.[بحاجة لمصدر]